# Archidium dinteri
Archidium dinteri är en bladmossart som beskrevs av Jerry Allen Snider 1975. Archidium dinteri ingår i släktet Archidium och familjen Archidiaceae. Inga underarter finns listade i Catalogue of Life.